# 王文章 (1918年)
王文章（1918年2月11日—2009年12月2日），男，四川巴中县人，中华人民共和国政治人物。曾任中共山西省委常委、省委文教部长，山西省人大常委会副主任。